# El secret del bosc
El secret del bosc (títol original en alemany, Das Geheimnis des Totenwaldes) és una sèrie de televisió de ficció criminal alemanya creada per Stefan Kolditz i produïda per Marc Conrad, Jan S. Kaiser i Maren Knieling. S'ha doblat al valencià per a À Punt, que va començar a emetre-la l'1 de setembre de 2024.
Filmada a Hamburg i els seus voltants entre el 16 de juliol de 2019 i el 28 d'octubre de 2019, la sèrie es va presentar per primera vegada el 30 de setembre de 2020 al Festival de Cinema d'Hamburg. Va estar disponible a Alemanya a partir del 25 de novembre de 2020 a ARD Mediathek, abans de ser emès a partir del 2 de desembre de 2020 al canal Das Erste en 3 parts. Després es va emetre al canal One a partir del 29 de maig de 2021 i a Sky Crime a partir del 16 de febrer de 2022. També es va emetre sobretot a Polònia a Canal+ Polska el 2021. A Suïssa, es va emetre des de l'11 de febrer de 2022 a RTS 1.

## Sinopsi
L'estiu de 1989, la Barbara va desaparèixer de la seva casa sense deixar rastre prop de la ciutat fictícia de Weesenburg. La investigació no va ser reeixida i no va ser possible trobar-la. Durant trenta anys, el seu germà, en Thomas, un alt funcionari de la policia d'Hamburg, farà tot el possible per descobrir la veritat.

## Repartiment
- Matthias Brandt: Thomas Bethge
- Karoline Schuch: Anne Bach
- Silke Bodenbender: Barbara Neder
- August Wittgenstein: Jan Gerke
- Nicholas Ofczarek: Robert Neder
- Jenny Schily: Marianne Bethge
- Hildegard Schmahl: Erika Bethge
- Daniel Lommatzsch: Hans Lingner
- Hanno Koffler: Jürgen Becker
- Mirco Kreibich: Heiner Mertens
- Andreas Lust: Frank Behringer
- Karsten Antonio Mielke: Lohse
- Roman Knižka: Randow
- Janina Fautz: Theresa Neder
- Nadeshda Brennicke: Andrea Becker
- Pheline Roggan: Therapeutin
- Nikola Kastner: Rachel Hermes

## Història real
La sèrie està vagament inspirada en fets reals: un cas que va romandre sense resoldre durant gairebé trenta anys conegut com els crims de Göhrde, ocorreguts l'any 1989 al bosc de Göhrde, a l'estat de la Baixa Saxònia, a uns 60 quilòmetres d'Hamburg, i altres crims atribuïts a l'assassí en sèrie Kurt-Werner Wichmann.
En paral·lel a la sèrie, es va rodar el documental Eiskalte Spur sobre el cas real i els anys d'investigació de Wolfgang Sielaff (el personatge d'en Thomas a la sèrie) després de la desaparició de la seva germana Birgit Meier (el personatge de la Barbara). Compost en tres parts, va ser produït per Björn Platz l'any 2019 i es va emetre per primera vegada el 27 de setembre de 2019 al canal NDR.
A més, Netflix va estrenar el 2021 una minisèrie de quatre capítols sobre la dilucidació del cas, titulada Dig Deeper: The Disappearance of Birgit Meier.
Es tracta, per tant, d'un afer molt conegut a Alemanya i s'ha donat a conèixer regularment durant anys amb cada novetat del cas, tant al país i com a l'estranger.

## Llista de capítols
| Núm. total | Núm. de la temporada | Títol                                          | Direcció   | Guió                         | Data d'emissió original | Data d'emissió a À Punt |
| ---------- | -------------------- | ---------------------------------------------- | ---------- | ---------------------------- | ----------------------- | ----------------------- |
| 1          | 1                    | «La desaparició» «Das Verschwinden»            | Sven Bohse | Stefan Kolditz, Katja Wenzel | 2 de desembre de 2020   | 1 de setembre de 2024   |
| 2          | 2                    | «La força obscura» «Die dunkle Kraft»          | Sven Bohse | Stefan Kolditz, Katja Wenzel | 2 de desembre de 2020   | 1 de setembre de 2024   |
| 3          | 3                    | «El biplà» «Der Doppeldecker»                  | Sven Bohse | Stefan Kolditz, Katja Wenzel | 5 de desembre de 2020   | 1 de setembre de 2024   |
| 4          | 4                    | «La promesa» «Das Versprechen»                 | Sven Bohse | Stefan Kolditz, Katja Wenzel | 5 de desembre de 2020   | 8 de setembre de 2024   |
| 5          | 5                    | «L'habitació prohibida» «Das verbotene Zimmer» | Sven Bohse | Stefan Kolditz, Katja Wenzel | 9 de desembre de 2020   | 8 de setembre de 2024   |
| 6          | 6                    | «Pels segles dels segles» «Für immer und ewig» | Sven Bohse | Stefan Kolditz, Katja Wenzel | 9 de desembre de 2020   | 8 de setembre de 2024   |

## Premis i reconeixements
La sèrie va rebre diversos premis a Alemanya.
- Premi bavarès de televisió de 2021 a la millor actriu per a Karoline Schuch.
- Deutsche Akademie für Fernsehen de 2021 a la millor direcció per a Sven Bohse.
- Deutscher Fernsehpreis de 2021 al millor vestuari.
- Deutscher Fernsehpreis de 2021 al millor disseny d'escenografia en una ficció.
- Deutsche Akademie für Fernsehen de 2021 al millor muntatge.